# Charlot Salwai

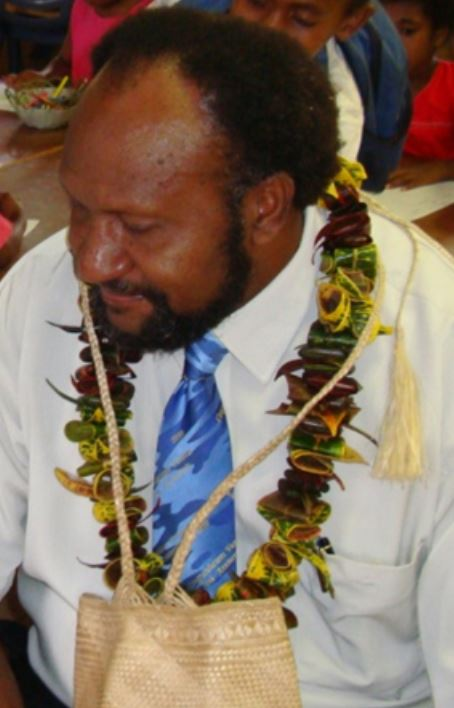
Charlot Salwai en 2010

Charlot Salwai Tabimasmas (n. 24 de abril de 1963) es un político, excontador y asesor político vanuatense que ocupó el cargo de Primer ministro de Vanuatu desde octubre de 2023 hasta febrero de 2025, anteriormente ejerció el mismo rol desde el 11 de febrero de 2016 hasta el 20 de abril de 2020. Es el líder del Movimiento de Reunificación para el Cambio (RMC), que forma parte del bloque Unity for Change. Salwai es un francófono de la isla de Pentecostés.

## Biografía
Nació en 1963, cuando era adolescente aprendió a hablar francés. Asistió a Bourail College para obtener su Certificado de Educación General, Bourail Technical College para obtener su Certificado de Educación Técnica, y Lycée Blaise Pascal en Nouméa para su Baccalauréat technologique G2.
Salwai había servido previamente como Ministro de Comercio e Industrias, Ministro de Tierras y Recursos Naturales, Ministro de Educación, Ministro de Finanzas y Gestión Económica, y Ministro del Interior. He has also served as Chairman of the Public Accounts Committee, Leader of the Opposition Whip, and Deputy Opposition Leader.
En agosto de 2016, fue reelegido como líder del RMC. IA finales de noviembre de 2016, Salwai sobrevivió a un intento de moción de censura, con los MP divididos en cuestiones de procedimiento con respecto a la moción y el embargo de una citación.
Salwai es un cristiano protestante y puede hablar algo de inglés. En el verano de 2017, apareció en Corea del Sur en el RUTC "World Remnant Conference".

## Imágenes

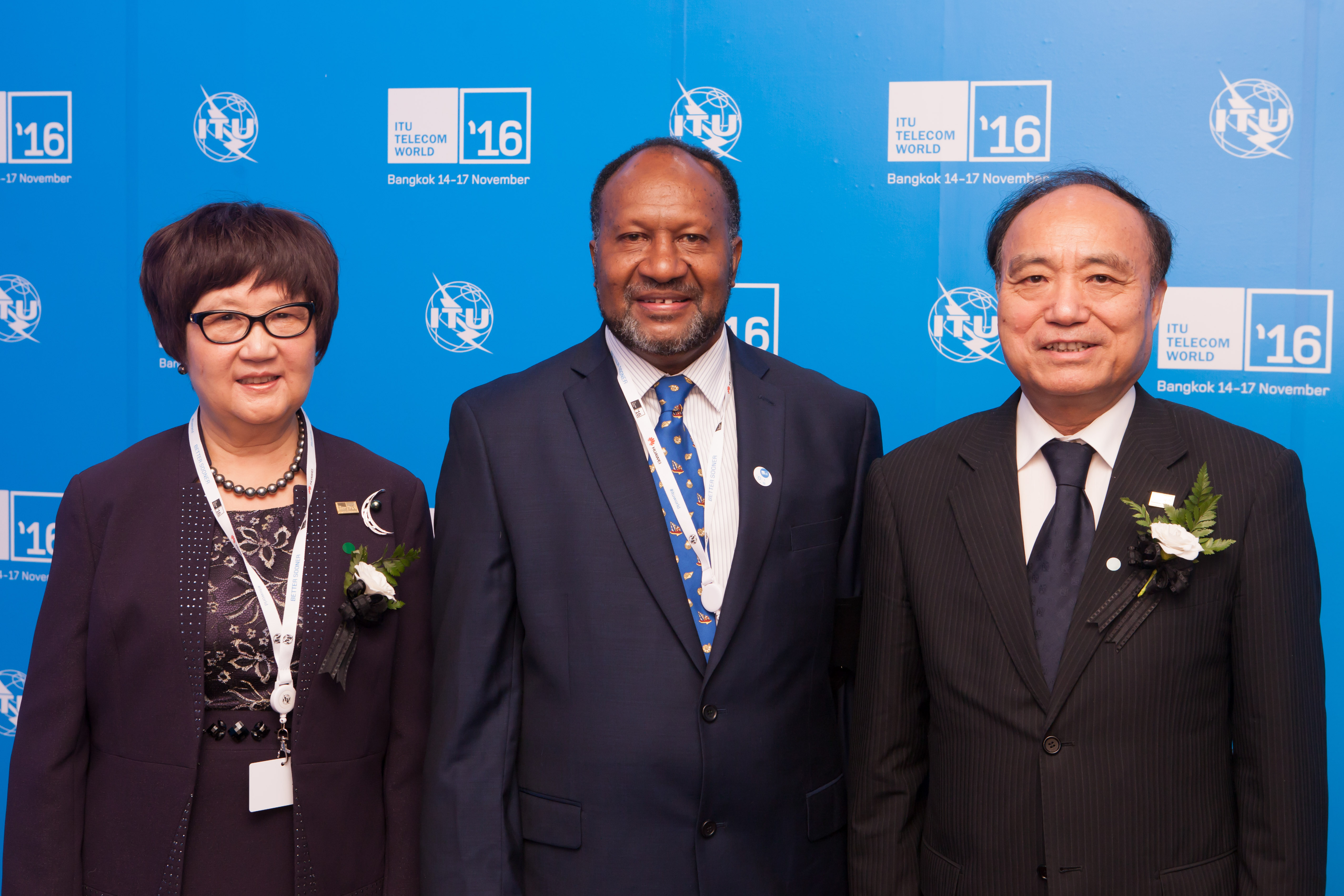
A la izquierda: Aihua Jiang, al centro Charlot Salwai, y a la derecha: Houlin Zhao, Secretario General de la Unión Internacional de Telecomunicaciones en la Telecom World 2016.
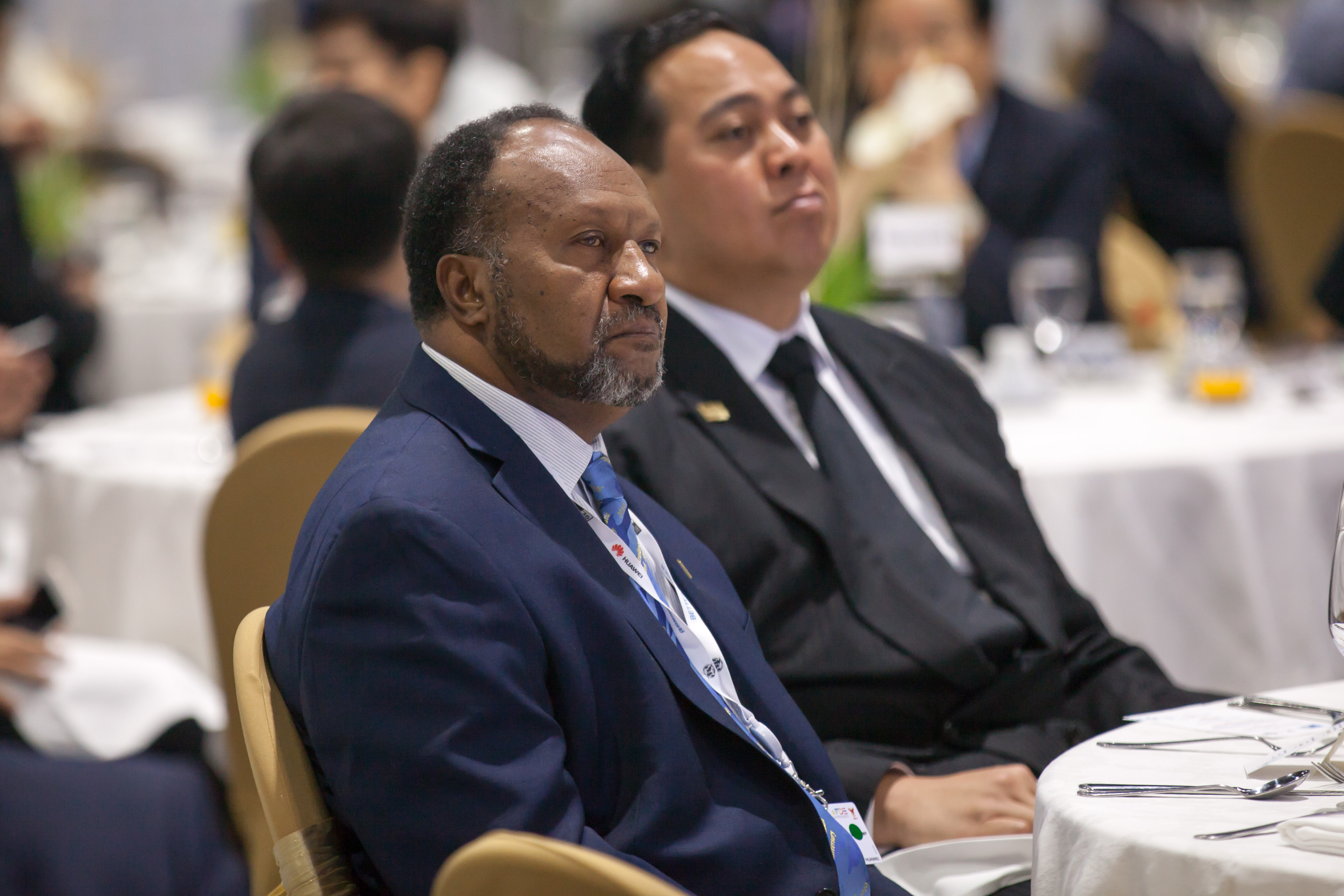